# Johann Heinrich Alsted

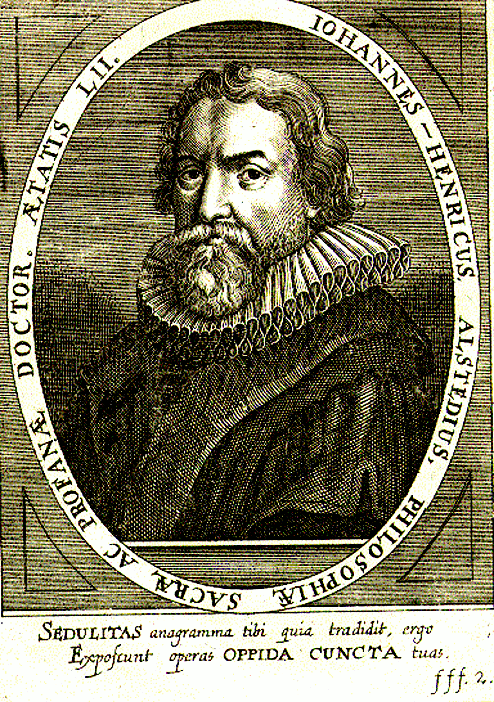
Johann Heinrich Alsted.

Johann Heinrich Alsted (Ballersbach, marzo, 1588-Weißenburg /Alba Iulia, Transilvania, 9 de noviembre de 1638) fue un teólogo, filósofo y enciclopedista calvinista alemán. 
Fue profesor de filosofía y teología en Herborn, Nassau y Weissenburg/Alba Iulia conocido por una enciclopedia donde intentaba reunir todo el saber filosófico mundial, precedente del movimiento del enciclopedismo de la Ilustración. Influido por Ramon Llull, creía que con estas obras era posible señalar las conexiones mentales entre disciplinas y así enseñar otras culturas. En su obra magna adoptó un sistema de ordenación sistemático, donde cada rama del saber tenía un número y referencias a los autores más relevantes de la historia. Publicó la enciclopedia en 7 volúmenes con un notable éxito en su época.

## Obra
- Metaphysik, 1613.
- Physica Harmonica, Herborn, 1616.
- Compendium philosophicum, 1620.
- Encyclopaedia Cursus Philosophici (7 volúmenes), Herborn, 1630.
- Adnotationes in pentateuchum (...) epístolas católicas, Gyulafehérvár, 1630.
- Rudimenta linguae latinae, Gyulafehérvár, 1634.
- Prodromus religionis triumphantis. Triumphus verae religionis, 1635.